# 13644 Lynnanderson
13644 Lynnanderson è un asteroide della fascia principale. Scoperto nel 1996, presenta un'orbita caratterizzata da un semiasse maggiore pari a 3,1565398 UA e da un'eccentricità di 0,2103255, inclinata di 0,44651° rispetto all'eclittica.